# Validité prédictive
La Validité prédictive est un terme utilisé dans l'évaluation des personnes. C'est une qualité psychométrique désignant la capacité d'un outil de mesure à prédire correctement un événement futur. 
Cette valeur est mesurée par la corrélation entre le prédicteur (un test, un entretien, un outil d'évaluation) et un critère de réussite (professionnel le plus souvent).
En matière de recrutement ou de gestion des ressources humaines, les techniques et outils possédant les meilleures validités prédictives sont les suivants: Assessment Centers, questionnaires de personnalité, tests d'aptitudes, prises de références, recommandations, entretiens en face à face.